# Susanne Lajoie
Susanne Lajoie est une professeure à l'Université McGill, renommée pour ses travaux en psychopédagogie, à l'ère des technologies de l'information. 

## Biographie
En 1993, elle publie l'ouvrage Computers As Cognitive Tools, en collaboration avec Sharon J. Derry. 
Elle remporte en 2015 le prix Thérèse Gouin-Décarie de l'Acfas,, destiné aux chercheurs en sciences sociales. Elle est titulaire du titre de Fellow de l’Association américaine de psychologie.
En 1993, elle publie l'ouvrage Computers As Cognitive Tools 3 , en collaboration avec Sharon J. Derry. Les ordinateurs y sont abordés comme « outils cognitifs ». Le deuxième volume de cet ouvrage paraîtra en 2000.
En 2021, elle remporte le prix Acfas Jeanne-Lapointe, pour la recherche dans le domaine des sciences de l’éducation.